# 利馬諾瓦戰役
利馬諾瓦戰役（英語：Battle of Limanowa）是第一次世界大戰東方戰線的一場戰役，發生於1914年12月1日至13日間的利馬諾瓦（位於克拉科夫東南方40公里處），交戰的雙方分別是奧匈陸軍以及俄羅斯帝國陸軍，最終以同盟國獲勝告終。

## 背景
奧匈帝國最高指揮部已假定德軍的勝利將削弱北方俄軍的實力，而加利西亞戰線則會維持不動，然而這兩個假設都錯了。
雖然奧匈帝國第二軍團在11月16日發起攻勢並取得初步勝利，但事實上俄軍卻比預期的還要強，且他們的第四軍團只向後退卻少許。與此同時，俄國第二軍團在更南方橫渡桑河，並於11月20日進入塔爾努夫地區。11月底，奧匈帝國第四軍團則是在德國第47預備師的支援下，於更南方發起攻勢。

## 戰鬥序列

### 俄軍
西南戰線司令部總司令 – 尼古拉·伊萬諾夫
- 第三軍團（英语：3rd Army (Austria-Hungary)）指揮官拉德科·迪米特里耶夫（英语：Radko Dimitriev）
  - 第十一軍 弗拉基米爾·薩哈羅（Vladimir Sacharow）將軍，下轄第11、32師
  - 第九軍 德米特里·謝爾巴喬夫（英语：Dmitry Shcherbachev）將軍，下轄第5、42師
  - 第十軍 策皮茨基（Zerpitzki）將軍，下轄第9、31師
  - 第二十一軍 甚金斯基（Shkinski）將軍，下轄第33、44師
- 第八軍團（英语：8th Army (Russian Empire)）指揮官阿列克謝·布魯西洛夫
  - 第八軍 德拉莫羅（Dragomirow）將軍，下轄第14、15師
  - 第二十四軍 祖里科夫（Zurikow）將軍，下轄第48、49師
  - 第七軍 埃克（Eck）將軍，下轄第13、34師

### 奧匈帝國軍
總司令 – 康拉德·馮·赫岑多夫
- 第四軍團（英语：Fourth Army (Austria-Hungary)）指揮官 - 約瑟夫·費迪南大公
  - 第十一軍 柳比西奇中尉元帥（英语：Lieutenant field marshal）（FML. Ljubicic），下轄第11、15、30師
  - 第十四軍 約瑟夫·羅斯中尉元帥（FML. Joseph Roth），下轄第3、8、13師
  - 德國第47預備師（英语：47th Reserve Division (German Empire)） 阿爾弗雷德·貝瑟（Alfred Besser）將軍
  - 第四軍 阿爾茨·馮·斯特勞森堡（英语：Arz von Straussenburg）中尉元帥，下轄第39、45師
  - 騎兵軍 赫伯斯坦（Herberstein），下轄第6、10、11騎兵師
- 第三軍團（英语：3rd Army (Austria-Hungary)）指揮官 - 斯韋托扎爾·博羅埃維奇步兵將軍
  - 第38榮譽師 桑多·蘇馬伊（英语：Sandor Szurmay）將軍
  - 第九軍 魯道夫·克拉里切克（Rudolf Kralicek）將軍，下轄第10、26師
  - 第三軍 埃米爾·科勒魯斯·馮·格爾登（Emil Colerus von Geldern）將軍，下轄第6、22、28師
  - 第七軍 奧地利的約瑟夫大公（Archduke Joseph of Austria），下轄第17、20師

## 戰役過程
雙方在瓦帕努夫及利馬諾瓦兩地激烈交戰，但俄國第三軍團戰敗，被迫向東撤退，並放棄攻佔克拉科夫。為避免進一步被包圍，俄國第八軍團也選擇撤退，停止進攻匈牙利平原。

## 結果
俄軍對克拉科夫的威脅被消除，且被擊退回喀爾巴阡山脈的另一側，因此奧匈帝國軍隊宣稱獲得了這場戰役的勝利。

## 來源
- Buttar, P. . Osprey Publishing. 2014. ISBN 978-1472813183.

## 延伸閱讀
- Keegan, John. Der Erste Weltkrieg - Eine europäische Tragödie. – Rowohlt Taschenbuchverlag, Hamburg 2001. – ISBN 3-499-61194-5.  (In German)
- Rauchensteiner, Manfried. Der Tod des Doppeladlers: Österreich-Ungarn und der Erste Weltkrieg. – Graz, Wien, Köln: Styria, 1993. – ISBN 3-222-12116-8. (In German)
- Roth von Limanowa, Josef. Die Schlacht von Limanowa-Lapanów, Dezember 1914. Innsbruck: Druck und Verlag der Kinderfreund-Anstalt, 1928. OCLC 36543649 (In German)
- Stone, Norman. The Eastern Front 1914-1917. – Hodder and Stoughton, London 1985. – ISBN 0-340-36035-6.
- Zenter, Christian. Der Erste Weltkrieg. – Mowegi-Verlag, Rastatt 2000. – ISBN 3-8118-1652-7. (In German)